# عنکبوت‌های خرمن
عنکبوت‌های خرمن (نام علمی: Opiliones) نام یک راسته از رده عنکبوتیان است.